# Anna Linnikova
Anna Linnikova (em russo:  Анна Линникова; Oremburgo, 4 de abril de 2000) é uma modelo e rainha da beleza russa, vencedora do concurso Miss Rússia 2022.

## Biografia
Linnikova foi criada em Oremburgo e começou a trabalhar profissionalmente como modelo aos 16 anos. Como modelo profissional, Linnikova trabalhou sob contrato em países como China, Japão, Coréia do Sul, Vietnã e Malásia. Mais tarde, mudou-se para São Petersburgo para frequentar a Universidade de Tecnologias de Gestão e Economia de São Petersburgo. Antes de ganhar o Miss Rússia 2022, Linnikova estava em seu segundo ano de universidade, estudando relações públicas.

## Concurso de beleza
Linnikova começou sua carreira em concursos de beleza em 2022, depois de ter sido selecionada para representar Oremburgo no concurso Miss Rússia 2022. Na competição, Linnikova avançou para os dez primeiros na final realizada em 25 de julho de 2022, antes de ser declarada vencedora. Como Miss Rússia, Linnikova deve representar a Rússia no Miss Universo 2022 e Miss Mundo 2022.